# LR-456
La carretera  LR-456  es una carretera de Red Local perteneciente a la Red de Carreteras de la Comunidad Autónoma de La Rioja, de titularidad del Gobierno de La Rioja. Comienza en el enlace con la  N-111  (Pamplona-Medinaceli) y termina en la plaza de Isidoro Martínez de Lumbreras (La Rioja), donde se sitúa la Parroquia de San Bartolomé.
Sirve como única entrada a Lumbreras y a la aldea de El Horcajo. En cambio, a la aldea de San Andrés se accede por la  LR-250 .
- Datos: Q5961726